# Eusebios (Historiker)
Eusebios war ein spätantiker Geschichtsschreiber. Über seine Lebensdaten ist nichts Genaues bekannt; viel spricht aber dafür, dass er Ende des 3. Jahrhunderts lebte.
Eusebios verfasste nach dem im 6. Jahrhundert lebenden Euagrios Scholastikos (der sich dabei anscheinend auf Eustathios von Epiphaneia stützte) eine Kaisergeschichte, die die Zeit von Augustus bis Carus umfasste:
„Eusebios, der von Octavian, Traian und Marcus ausgegangen ist, ist bis zum Tod des Carus gelangt.“
Dieser Eusebios, der eindeutig von dem Kirchenhistoriker Eusebius von Caesarea zu unterscheiden ist, schilderte wohl die Zeit bis Mark Aurel eher kursorisch; dies legt zumindest die Formulierung bei Euagrios nahe. Zwei Fragmente eines Historikers namens Eusebios, die Belagerungen zum Thema haben, sind erhalten geblieben und werden zumeist dem bei Euagrios erwähnten Eusebios zugeschrieben. Demnach umfasste das Werk des Eusebios mindestens neun Bücher, war in ionischem Griechisch verfasst und wohl stark an Herodot angelehnt. Im ersten Fragment wird die Belagerung der griechischen Stadt Thessalonike durch Goten geschildert, die der klassizistisch orientierte Eusebios als „Skythen“ bezeichnet. Im zweiten Fragment wird die Belagerung einer Stadt (sehr wahrscheinlich Tours in Gallien) durch ungenannte Germanen beschrieben, die Eusebios hier als „Kelten“ bezeichnet. Beide Belagerungen haben während der Reichskrise des 3. Jahrhunderts stattgefunden; die erste in den 50er/60er Jahren, die zweite wohl Ende der 50er Jahre.
Roger Green und Hagith Sivan haben versucht, Eusebios mit einem anderen Geschichtsschreiber gleichzusetzen, dem im 4. Jahrhundert lebenden Eusebius von Nantes. Da aber Eusebius von Nantes vermutlich in lateinischer Sprache schrieb, ist diese Theorie eher unwahrscheinlich.

## Ausgabe mit Übersetzung
- Bruno Bleckmann, Jonathan Groß: Historiker der Reichskrise des 3. Jahrhunderts I (Kleine und fragmentarische Historiker der Spätantike). Paderborn 2016, ISBN 978-3-506-78490-2, S. 109–141.